# Angelo Jacopucci
Angelo Jacopucci (* 22. Dezember 1948 in Tarquinia; † 20. Juli 1978 in Bologna) war ein italienischer Profiboxer und Europameister (EBU) im Mittelgewicht. Er starb an den Folgen eines Kampfes gegen Alan Minter.

## Karriere
Jacopucci wurde bei den Amateuren 1971 Italienischer Meister im Halbmittelgewicht und bestritt unter anderem erfolgreiche Länderkämpfe gegen Deutschland und Irland. 1973 begann er seine Profikarriere und gewann seine ersten 26 Kämpfe. Dabei errang er im August 1975 gegen Luciano Sarti (31-4) die Italienische Meisterschaft im Mittelgewicht und verteidigte den Titel im Januar 1976 gegen Roberto Benacquista (14-2). Zudem gewann er am 4. Juni 1976 in Mailand den Europameistertitel im Mittelgewicht durch einen einstimmigen Punktesieg über 15 Runden gegen den britischen Titelträger Bunny Sterling (34-15). Den EM-Gürtel verlor er jedoch bereits in der ersten Titelverteidigung durch Punktniederlage an seinen Landsmann Germano Valsecchi (38-5).
Im August 1977 gewann er erneut den Italienischen Meistertitel im Mittelgewicht gegen Mario Romersi (26-2) mit Titelverteidigung gegen Trento Facciocchi (20-4). Am 19. Juli 1978 boxte er in Bellaria erneut um den EM-Titel im Mittelgewicht, war gegen seinen britischen Gegner Alan Minter (30-6) jedoch klar unterlegen und verlor nach vielen schweren Treffern durch K. o. in der zwölften Runde. Stunden später fiel er ins Koma und starb am nächsten Tag an den Folgen einer Hirnblutung.

## Trivia
Nach dem Kampf wurden der Manager von Jacopucci, der Ringrichter und der Ringarzt wegen Totschlags angeklagt, da sie nach Meinung der Staatsanwaltschaft den ungleichen Kampf hätten früher abbrechen müssen. Während der Manager und der Ringrichter freigesprochen wurden, setzte es 1983 für den Ringarzt eine Verurteilung vor einem italienischen Gericht wegen Totschlags. Er wurde zur Zahlung von Schmerzensgeld an die Witwe von Jacopucci und acht Monaten Haft auf Bewährung verurteilt, jedoch im Berufungsverfahren 1985 ebenfalls freigesprochen.
Aufgrund des Vorfalles wurden ab 1979 alle Europameisterschaftskämpfe von 15 auf 12 Runden reduziert und verpflichtende neurologische Untersuchungen angestrebt. In Tarquinia wurden eine Sporthalle und ein Fahrradrennen nach ihm benannt. Die Band Kult widmete ihm ein Lied. 2006 wurde von Andrea Bacci das Buch L’ultimo volo dell’Angelo Biondo über ihn veröffentlicht.